# Giovanni Simeone
Giovanni Simeone (Buenos Aires, 5 juli 1995) is een Argentijns voetballer die doorgaans als aanvaller speelt. Hij tekende in augustus 2017 een contract tot medio 2022 bij Fiorentina, dat hem overnam van Genoa CFC. Simeone debuteerde in 2018 in het Argentijns voetbalelftal.

## Clubcarrière

### River Plate
Simeone komt uit de jeugdopleiding van River Plate. Hij begon in 2008 in de jeugdopleiding van de club, tegelijktijdig werd zijn vader Diego Simeone hoofdtrainer van het eerste elftal. Vijf jaar later, op 4 augustus 2013, debuteerde hij zelf in het eerste elftal, tegen Club de Gimnasia y Esgrima de La Plata. Hij speelde de volledige wedstrijd. Simeone maakte op 8 september 2013 zijn eerste doelpunt in de Argentijnse Primera División, tegen CA Tigre. Bij River Plate was hij echter voornamelijk bankzitter. In de zomer van 2015 werd hij voor een jaar verhuurd aan Banfield. Daar scoorde hij twaalf keer in 34 competitiewedstrijden. 

### Genoa
In de zomer van 2016 maakte hij de overstap naar Europa. Voor 3 miljoen nam Genoa Simeone over van River Plate. Na een seizoen waarin hij 13 goals maakte in 35 wedstrijden, genoot hij de interesse van diverse binnenlandse clubs. 

### Fiorentina
Fiorentina was de club die met Simeone aan de haal ging. In zijn eerste seizoen scoorde hij veertien keer in 40 wedstrijden, maar het seizoen erop viel hij met zes goals in datzelfde aantal wedstrijden tegen. 

### Cagliari
In de zomer 2019 werd Simeone voor een jaar verhuurd aan Cagliari, waarna Cagliari de Argentijn verplichte over zou nemen. Hij speelde drie seizoenen voor Cagliari, waarmee hij zijn laatste jaar degradeerde naar de Serie B. Hij had zelf echter een erg sterk seizoen, waarin hij zeventien keer scoorde. Daarmee moest hij alleen Ciro Immobile (27), Dušan Vlahović (24) en Lautaro Martínez (21) voor zich moest houden. In totaal scoorde hij 35 goals voor Cagliari in 107 wedstrijden.

### Napoli
Zijn sterke seizoen werd beloond met een huurperiode bij SSC Napoli, dat dat seizoen uitkwam in de UEFA Champions League. In zijn debuut in die competitie tegen Liverpool (4-1 winst) maakte hij meteen zijn eerste goal. Ook in de 6-1 overwinning op AFC Ajax in de derde speelronde scoorde Simeone. In de competitie maakte hij zijn eerste goal in de topper tegen regerend landskampioen AC Milan. Zijn 2-1 in de 78'ste minuut bleek de winnende treffer in die wedstrijd, waardoor Napoli aan kop in de Serie A bleef. 

## Clubstatistieken
| Seizoen         | Club            | Competitie       | Competitie | Competitie | Beker | Beker | Internationaal | Internationaal | Totaal | Totaal |
| Seizoen         | Club            | Competitie       | Wed.       | Dlp.       | Wed.  | Dlp.  | Wed.           | Dlp.           | Wed.   | Dlp.   |
| --------------- | --------------- | ---------------- | ---------- | ---------- | ----- | ----- | -------------- | -------------- | ------ | ------ |
| 2013/14         | River Plate     | Primera División | 17         | 2          | 2     | 0     | 0              | 0              | 19     | 2      |
| 2014            | River Plate     | Primera División | 7          | 0          | 0     | 0     | 4              | 2              | 11     | 2      |
| 2015            | River Plate     | Primera División | 3          | 0          | 0     | 0     | 0              | 0              | 3      | 0      |
| 2015            | → Banfield      | Primera División | 18         | 7          | 1     | 0     | —              | —              | 19     | 7      |
| 2016            | → Banfield      | Primera División | 16         | 5          | 1     | 0     | —              | —              | 17     | 5      |
| 2016/17         | Genoa           | Serie A          | 35         | 12         | 1     | 1     | —              | —              | 36     | 13     |
| 2017/18         | Genoa           | Serie A          | 0          | 0          | 1     | 1     | —              | —              | 1      | 1      |
| 2017/18         | Fiorentina      | Serie A          | 38         | 14         | 2     | 0     | —              | —              | 40     | 14     |
| 2018/19         | Fiorentina      | Serie A          | 36         | 6          | 4     | 2     | —              | —              | 40     | 8      |
| 2019/20         | → Cagliari      | Serie A          | 37         | 12         | 0     | 0     | —              | —              | 37     | 12     |
| 2020/21         | Cagliari        | Serie A          | 33         | 6          | 0     | 0     | —              | —              | 33     | 6      |
| 2021/22         | Cagliari        | Serie A          | 36         | 17         | 1     | 0     | —              | —              | 37     | 17     |
| 2022/23         | →Napoli         | Serie A          | 5          | 1          | 0     | 0     | 3              | 2              | 8      | 3      |
| Carrière totaal | Carrière totaal | Carrière totaal  | 281        | 82         | 13    | 4     | 7              | 4              | 301    | 90     |

Bijgewerkt t/m 5 oktober 2022 

## Erelijst
| Kampioen Serie A | 1× | 2022/23 |

## Trivia
Giovanni is een zoon van Diego Simeone. Hij werd in 1995 geboren in Buenos Aires, toen zijn vader als speler actief was voor Atlético Madrid. Naast de Argentijnse nationaliteit bezit hij daardoor eveneens de Spaanse nationaliteit. Simeone speelde voor Argentinië –20 en het Argentijns olympisch team. Hij debuteerde op 8 september 2018 in het Argentijns voetbalelftal, tijdens een met 0–3 gewonnen oefeninterland in en tegen Guatemala. Hij maakte zelf het laatste doelpunt.
1 Meret ·
4 Buongiorno ·
5 Jesus ·
6 Gilmour ·
7 Neres ·
8 McTominay ·
11 Lukaku ·
12 Turi ·
13 Rrahmani ·
14 Contini ·
15 Billing ·
16 Marín ·
17 Olivera ·
18 Simeone ·
21 Politano ·
22 Di Lorenzo  ·
26 Ngonge ·
29 Hasa ·
30 Mazzocchi ·
37 Spinazzola ·
68 Lobotka ·
81 Raspadori ·
96 Scuffet ·
99 Zambo Anguissa ·
Coach: Conte